# Стрела-Ак Барс
«Стрела-Ак Барс» — российский профессиональный регбийный клуб из города Казань, столицы Республики Татарстан.
Основан в 1967 году как сборная студенческих клубов города Казани. В советское время клуб выступал под названием «Буревестник» в первенстве РСФСР. В 1989 клуб переименован в РК «Стрела». С 3 ноября 2023 года носит название «Стрела-Ак Барс».

## История
Первая регбийная команда собралась в Казани в 1967 году на стадионе «Динамо». Сначала игра воспринималась как «студенческая забава». Первые сборные были созданы в Казанском университете, в химико-технологическом и в авиационном институтах. В семидесятые годы казанские регбисты были постоянными участниками первенств СССР и студенческих чемпионатов страны.
В 1991 году команда переходит в регбилиг и начинает выступление в высшем дивизионе. В 1993 приходит первый успех, победа в Кубке России по регбилиг.
Десять с лишним лет клуб удерживал лидирующие позиции в стране:
1995—1999 годы — чемпионы России,
2002—2008 годы — серебряные призёры Чемпионата России.
Игроки команды были также на лидирующих позициях в сборной России по регбилиг.
В 2000 году игроки «Стрелы» Максим Романов, Роберт Ильясов, Михаил Митрофанов, Павел Калашкин, Рустем Гарифуллин, Вячеслав Арташин, Ринат Шамсутдинов приняли участие в Кубке Мира по регбилиг.
В эти годы команда принимала участие в еврокубках, была участником розыгрышей английского Кубка Вызова В 2006 году «Стрела» стартовала с третьего раунда кубка и проиграла с сухим счетом 80-0 английским «Ли Леопардам» из Большого Манчестера. В 2007 году клуб был намного успешнее. Стартовав со второго раунда кубка казанцы уступили 38-20 команде «Торнхилл Троянс» из Уэст-Йоркшир.
После сезона 2008 года команда практически прекратила свое существование в связи отсутствием финансирования.
2011 год стал переломным в истории команды, она вернулась в классическое регби.
При поддержке Казанского Государственного Аграрного Университета команда возродилась и под названием «Стрела-Агро» приняла участие в Высшей лиге чемпионата России по регби и сходу выиграла его, завоевав право выступать в элитном дивизионе чемпионата России по регби.
В 2012 году в элитном дивизионе «новичок» занял почетное 5 место.
А в олимпийской дисциплине регби-7 до последнего были шансы на попадание в тройку призёров, но стали четвёртыми.
В новом турнире Кубок европейских чемпионов по регби-7 команда всех удивила заняв 2-место.
Развитие шло поступательно, в следующем сезоне команда сражалась за бронзовые медали с титулованным ВВА-Подмосковье, однако уступила и заняла 4 место.
Этот сезон стал заключительным для команды. Из-за прекращения финансирования клуб в очередной раз взял паузу в выступлениях, которая затянулась на 6 лет.
В ноябре 2018 года премьер-министр Республики Татарстан А. В. Песошин принял решение о возрождении деятельности клуба, спонсором которого стала группа компаний «ТАИФ», а тренером был назначен экс-тренер сборной Намибии Джей Пи Нил. Сам Песошин играл в регби ещё в 1982 году за сборную Казанского государственного университета, в 1990-е годы был одним из ведущих игроков клуба, а позже стал президентом республиканской федерации регби.
В 2019 году «Стрела» становится бронзовым призёром Высшей лиги России по регби и добивается права выступать в Премьер-лиге регби. В дебютном сезоне команда заняла 6-е место по итогам регулярного сезона и в четвертьфинале уступила будущем клубу-чемпиону «Енисей-СТМ». В сезоне-2021/22 «Стрела» стала третьей в чемпионате и в плей-офф проиграла клубу «ВВА-Подмосковье» в матче за 3 место (32-41).
В 2024 году «Стрела» стала серебряным призёром чемпионата России 2023/2024, а в том же году впервые выиграла чемпионат России по регби-7.

## Выступления на международной арене
1998 год — турне по Англии. Победы в товарищеских матчах с командой «Лондон Скуларс» и клубами городов Ипсвич и Лестер.
2001 год — в Казани в розыгрыше Кубка Европы среди студентов, с участием команд из Англии, Шотландии, Уэльса, Ирландии, приняли участие сборная России и сборная Татарстана, состоявшая из игроков «Стрелы». В финальном матче за Кубок регбисты Татарстана уступили сборной Англии.
2002 год — клуб приглашен в Англию, где провел тест-матчи с клубами Брадфорд Буллз и Халл КР. В этом же году команда дебютировала в Кубке Вызова.

## Достижения команды
- 1991 — «Стрела» входит в высший дивизион первенства России.
- 1993 — обладатель Кубка России по регбилиг.
- 1995—1999 — Чемпион России по регбилиг.
- 2002—2008 — серебряный призёр Чемпионата России по регбилиг.
- 2011 — Чемпион России в Высшей лиге по регби.
- 2012 — серебряный призёр Кубка Европейских Чемпионов по регби-7.
- 2019 — бронзовый призёр Чемпионата Высшей лиги по регби.
- 2020 — полуфиналист Кубка России по регби.
- 2021 — полуфиналист чемпионата России.
- 2022 — бронзовый призёр чемпионата России по регби-7.
- 2023 — серебряный призёр чемпионата России по регби-7.
- 2023 — обладатель Кубка России по регби.
- 2024 — обладатель Суперкубка России по регби (финальный матч против «Локомотив-Пенза»)[5].
- 2024 — серебряный призёр чемпионата России по регби.
- 2024 — чемпион России по регби-7.
- 2025 — обладатель Суперкубка России по регби (финальный матч против «Енисея-СТМ»)[6].

## Результаты в чемпионате и Кубке России
| Сезон   | Лига             | Место | И  | В  | П | Плей-офф | Кубок      | Суперкубок | Тренер              |
| ------- | ---------------- | ----- | -- | -- | - | -------- | ---------- | ---------- | ------------------- |
| 2019    | Высшая лига (II) | 3     | 6  | 0  | 0 | 3 место  | —          | —          | Джейкобус Полус Нел |
| 2020/21 | Премьер-лига (I) | 6     | 9  | 4  | 5 | ¼ финала | Полуфинал  | —          | Джейкобус Полус Нел |
| 2021/22 | Премьер-лига (I) | 3     | 18 | 11 | 7 | 4 место  | ¼ финала   | —          | Джейкобус Полус Нел |
| 2022/23 | Премьер-лига (I) | 3     | 16 | 10 | 6 | 4 место  | ¼ финала   | —          | Джейкобус Полус Нел |
| 2023/24 | Премьер-лига (I) | 2     | 16 | 13 | 3 | 2 место  | Победитель | Победитель | Джейкобус Полус Нел |
| 2025    | Премьер-лига (I) |       |    |    |   |          | ½ финала   |            |                     |

## Домашний стадион
Стадион «Тулпар» (в переводе с татарского языка — «Пегас», крылатый конь) является частью одноимённого универсального спортивного комплекса. Представляет собой одну из немногих специализированных площадок в России, предназначенную для занятий регби.
Стадион включает в себя игровое поле (130х70м) с искусственным покрытием и разметкой для игры в регби, а также трибуны на 3 275 зрительских мест. Напротив трибун установлено большое светодиодное табло. Подтрибунное пространство занимают раздевалки для спортсменов, комнаты для судей, медицинские кабинеты, конференц-зал, подсобные и служебные помещения. В 2013 году в рамках XXVII Всемирной летней универсиады стадион «Тулпар» принял соревнования по регби. В 2015 году объект стал местом проведения этапа Европейской Гран-При серии по регби-7 среди женских команд, который впервые прошел в столице Татарстана.
В кубке России по регби 2019 «Стрела» принимала «Кубань» не на «Тулпаре», а на стадионе «Центральный».

## Спонсоры
Входящие в группу компаний «ТАИФ» предприятия ПАО «Нижнекамскнефтехим» и ПАО «Казаньоргсинтез».

## Текущий состав
Тренерский штаб:
- Главный тренер:  Джейкобус Полус Нел
- Тренер нападающих:  Гэри Бота
- Тренер защитников и команды по регби-7:  Рамиль Юсупов
- Тренер по ОФП:  Тимур Хафизов
- Тренер-видеоаналитик:  Марат Зиатдинов